# André-Marie Gossart
Pour les articles homonymes, voir Gossart.
André-Marie Gossart, né le 14 février 1889 à Caen et mort le 26 mars 1961 à Sceaux, est un syndicaliste enseignant français.

## Biographie
Fils d’un père professeur de lycée originaire du nord de la France et d’une mère lorraine, il suit des études secondaires au lycée de Bordeaux, obtient son baccalauréat en 1906. Élève de khâgne au lycée Louis-le-Grand, boursier de licence, de diplôme puis d’agrégation, il est reçu quatrième à l’agrégation de grammaire en 1912 et nommé professeur au lycée de La Rochelle de 1912 à 1914.
Mobilisé, il est grièvement blessé au combat. Professeur de seconde au lycée de La Rochelle de 1917 à 1919 il devient professeur de sixième au lycée Ben Aknoun d'Alger de 1919 à 1921 et professeur au grand lycée d'Alger de 1921 à 1925. Il est ensuite professeur au lycée du Havre de 1925 à 1928, professeur au grand lycée de Bordeaux de 1928 à 1932, professeur au lycée Montaigne de Paris de 1932 à 1934.
Élu membre du comité de la Société des agrégés de 1932 à 1935, il devient professeur au lycée Janson-de-Sailly et au cours Vincennes de 1934 à 1939, puis président du Syndicat national des professeurs des lycées de garçons et du personnel de l'enseignement secondaire féminin de 1934 à 1937, président du Syndicat national des lycées, collèges et cours secondaires 1937-1939, président de la FIPESO août 1937-1948, président adjoint de la Fédération nationale des corps de l’État et des cadres des administrations publiques à partir de 1938,
Proviseur du lycée du Caire d'octobre 1939 à 1948, il est nommé inspecteur de l’Académie de Paris de 1948 à 1952, président d’honneur du SNALC de juillet 1952 à 1961, directeur de l’enseignement en Indochine de 1952 à 1954 enfin inspecteur général en 1954.
Il avait été fait chevalier de la Légion d'honneur en 1938 puis officier en 1949.